# Nether Langwith
Nether Langwith – wieś w Anglii, w hrabstwie Nottinghamshire, w dystrykcie Bassetlaw. Leży 31 km na północ od miasta Nottingham i 204 km na północ od Londynu. Miejscowość liczy 493 mieszkańców.